# Piper salticola
Piper salticola är en pepparväxtart som beskrevs av Henry Nicholas Ridley. Piper salticola ingår i släktet Piper och familjen pepparväxter. Inga underarter finns listade i Catalogue of Life.